# Varena
Varena é uma comuna italiana da região do Trentino-Alto Ádige, província de Trento, com cerca de 791 habitantes. Estende-se por uma área de 23 km², tendo uma densidade populacional de 34 hab/km². Faz fronteira com Nova Ponente (BZ), Aldino (BZ), Tesero, Daiano, Cavalese.